# Banca de la Antigua Roma

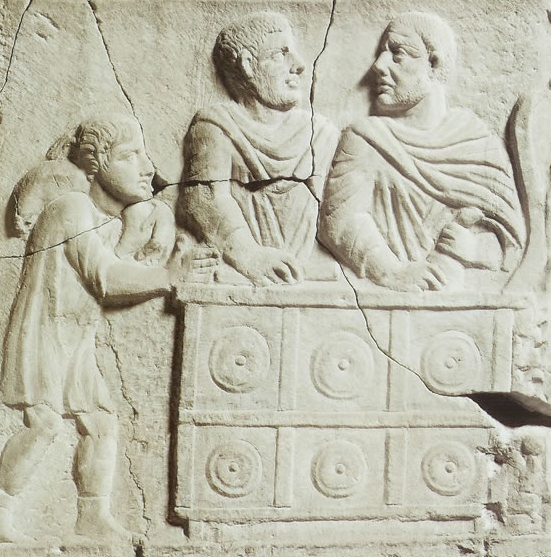
Banquero romano en una transacción. Bajorrelieve en mármol. - d. C.

En la antigua Roma disponían de una elaborada terminología para referirse a las actividades bancarias y a sus profesionales, especialmente durante el periodo  de mayor desarrollo de las operaciones comerciales y financieras (siglo III a. C. - siglo III d. C.). Inicialmente utilizaron dos tipos de nomenclatura para describir la profesión de banquero: la griega trapezitae y la latina argentarii. También se empleaba otra  terminología para designar a quienes se dedicaban a las actividades bancarias: mensarii, mensularii, nummularii, coactores, coactores argentarii, stipulatores argentarii o collectarii. Entre mediados del siglo III d. C. y el siglo IV d. C., los banqueros romanos desaparecen del registro histórico, probablemente debido a las dificultades económicas causadas por la degradación de la moneda y la inestabilidad política y militar.

## Historia
Roma, siguiendo la tradición griega, desarrolla su sistema financiero a partir del uso de la moneda fiduciaria, lo que facilitaba el intercambio de dinero usando monedas físicas.
Los primeros bancos de la antigua Roma se ubicaban en templos. En ellos se cobraban intereses por los préstamos, se cambiaba el dinero y se hacía  un seguimiento de las finanzas mediante registros escritos. Debido a la religiosidad y fidelidad del personal de estos templos, las elites de la antigua Roma confiaban  en estos emplazamientos para proteger y conservar sus riquezas. Por lo general, el dinero se depositaba en varios templos. Esta práctica estaba diseñada para evitar el riesgo de concentrar todo el capital en un único templo con el riesgo de que este fuera destruido o asaltado.
Los banqueros profesionales eran pequeños empresarios y no pertenecían a los órdenes privilegiados de la sociedad. Trabajaban detrás de un mostrador o en una tienda, y cumplían un horario regular, podían estar organizados en collegia y estaban obligados a respetar los reglamentos que regían su oficio. Por contra, para los financieros de la élite social, el negocio financiero era una opción que podían continuar o no y no afectaba a la posesión de su patrimonio. En general los banqueros eran respetados, confiables entre la mayoría de la población y gozaban de cierta protección legal ya que quienes les pedían cuentas judiciales debían prestar un juramento de no calumnia (ius iurandum non calumnia causa).
Los banqueros romanos desaparecen del registro histórico entre 260 y el siglo IV d. C.; probablemente porque la depreciación continua de la moneda afectó a la economía, creando dificultades para la profesión bancaria. A mediados del siglo IV d. C., los argentarii y los nummularii vuelven a ser citados en las fuentes antiguas, pero con funciones diferentes.

## Tipología

### Argentarii

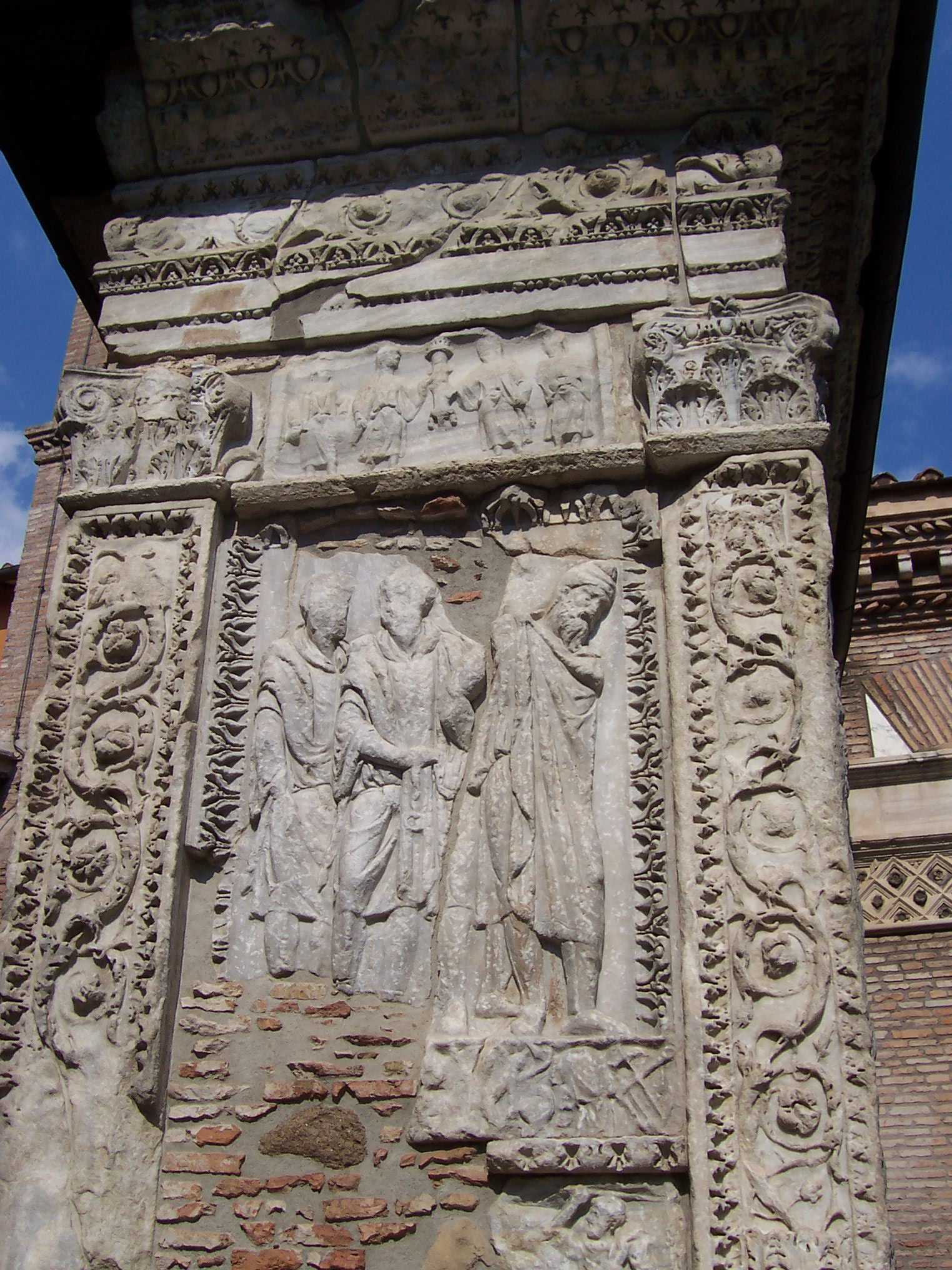
Arco de los Argentarii en Roma

Los argentarii, también conocidos como argenteae mensae exercitores, negotiatores stipis argentariae y argenti distractores, eran cambistas privados en la antigua Roma supervisados por el estado. Sus orígenes se remontan al siglo IV a. C. Cuando se constituyeron es probable que sólo funcionaran como reemplazo de los trapezitai griegos y que sus habilidades se limitaran al manejo del dinero. Este grupo se organizaba en un gremio con un número limitado de miembros. Se ubicaban habitualmente en locales, tiendas, tabernas y en el Foro. Estos lugares fueron establecidos por los censores y eran propiedad del estado. En el siglo I a. C., tenían la facultad de conceder créditos. Desaparecieron de los registros históricos durante unos 70 u 80 años después del año 250 d. C. debido a la depreciación monetaria y a la inestabilidad política y militar.
Los argentarii proporcionaban numerosos servicios, como la concesión de préstamos, la custodia de dinero, la circulación de dinero, el cambio de moneda, la concesión de créditos en subastas y determinar la calidad y el material de la moneda. También se les encomendaba el pago de las deudas. Sus poderes se ampliarían hasta incluir casi todas las formas de transacciones financieras. A pesar de ello, su objetivo principal era el cambio de moneda extranjera por moneda romana. Normalmente, los clientes de este grupo no eran ricos, ya que las élites de la antigua Roma disponían de métodos más seguros para atesorar la riqueza.

### Mensarii
Los mensarii eran banqueros públicos designados por el estado. Por lo general, eran nombrados durante períodos de escasez o guerra. Su objetivo era evitar el malestar social y ayudar a los plebeyos a superar sus deudas y las dificultades económicas. Esta institución se estableció en 352 a. C. formada por una comisión de cinco hombres conocida como los Quinqueviri mensarii para combatir los altos niveles de deuda. Para ello, facilitaban a la población el acceso a servicios públicos y a los préstamos, además de gestionar la circulación de moneda.
Este grupo evolucionaría hasta convertirse en Triumviri Mensarii en 216 a. C. Se trataba de una comisión más reducida de tres personas con las mismas funciones que la organización anterior. Estos dos grupos podrían realizar funciones similares a las de los argentarii, como la custodia de dinero y el control de la moneda.
Se denominaban mensarii por el nombre de la mensa o mostrador donde originalmente realizaban sus actividades de cambio de dinero. La mensa podía traspasarse. En Roma, sin embargo, como el estado era el propietario de los locales donde se realizaba la actividad bancaria, lo que se transmitía era el derecho a operar (concedido por el estado). El traspaso podía incluir todo el mobiliario y los utensilios del puesto, así como los activos y pasivos financieros.

### Coactores

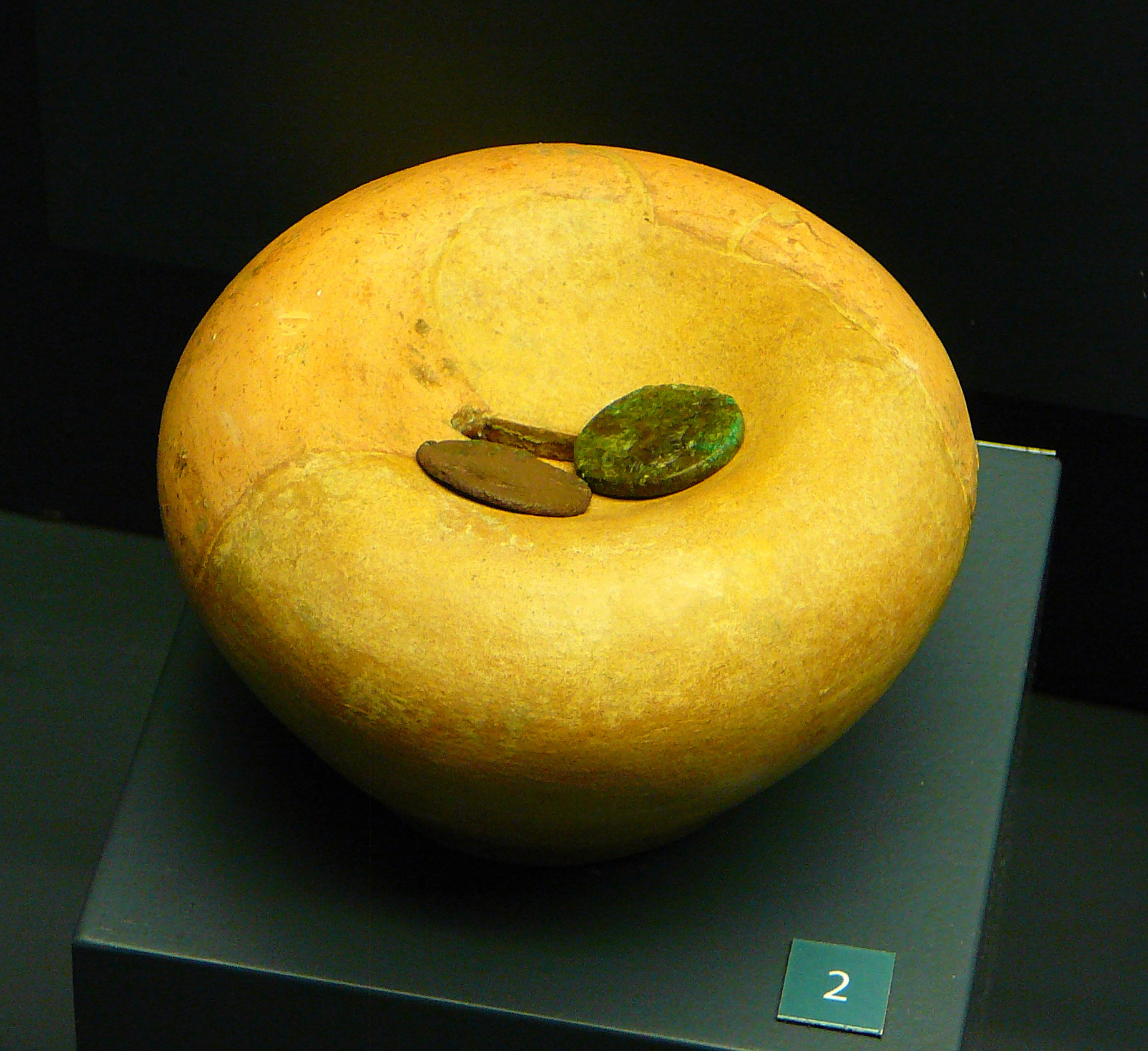
Hucha romana de arcilla del siglo II o III d. C.; hallada en Rosenheim, Alemania; expuesta en la Archäologische Staatssammlung, Múnich

Los coactores realizaban operaciones en nombre y por cuenta del cliente, esperando obtener un beneficio. No solían efectuar operaciones en nombre y por cuenta del estado. Fueron utilizados por los argentarii para esta función desde el siglo I a. C. y desaparecieron de los registros históricos después del siglo II d.  C. Esta organización era diferente de los argentarii.
Existía otro grupo conocido como los coactores argentarii, que se encargaban de depositar el dinero y cobrar las deudas en las subastas. Ninguno de estos grupos otorgaba crédito a las sociedades empresariales, ni concedían préstamos para financiar el consumo; aunque otorgaban préstamos comerciales a corto plazo.

### Nummularii
La información sobre los nummularii se halla en fuentes jurídicas que van desde los escritos jurídicos incluidos por los compiladores en el Digesto hasta  fuentes no jurídicas, principalmente en textos de Marcial, Suetonio o Apuleyo. Las inscripciones en las lápidas también proporcionan información sobre los nummularii y sus operaciones.
Los nummulari eran otra categoría de banqueros de carácter público. Aparecen por primera vez en los registros históricos en el siglo II a. C. como cambistas. Sus funciones consistían principalmente en examinar la nobleza del metal con el que se fabricaban las monedas, determinar el valor de la moneda de oro o plata acuñada y se ocupaban de su cambio por monedas de menor valor. En el siglo II d. C. empezaron a conceder préstamos, depositar moneda y gestionar cuentas bancarias. En el siglo III, eran la última profesión reconocida que se encargaba de todos los asuntos relacionados con las prácticas bancarias.

## Organización y funcionamiento

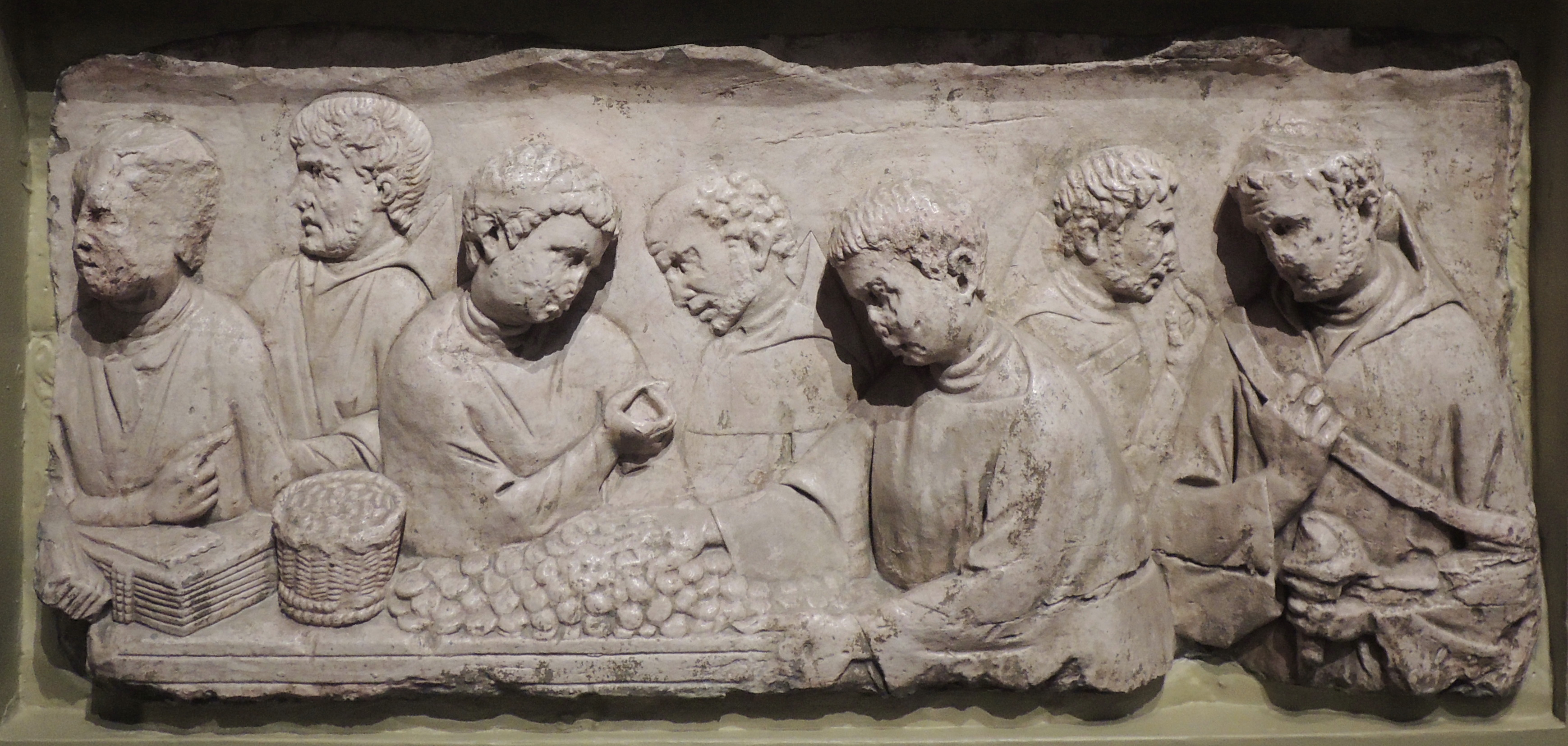
Escena de pago de impuestos. Relieve, piedra caliza, finales del siglo II d. C. procedente de Neumagen. Tréveris, Rheinisches Landesmuseum.

Los banqueros romanos prestaban una gran variedad de servicios.  Servían como cajeros y cambistas, podían vender bienes en subastas y tenían la facultad de determinar el material y la calidad de la moneda o gestionar depósitos de dinero. Sus actividades se formalizaban y registraban con acuerdos por escrito. En una época primitiva de la historia de Roma, la mayoría de los contratos se realizaban oralmente, y se utilizaban testigos para confirmar la legitimidad del acuerdo. Más tarde, los notarios se encargarían de mantener registros públicos por escrito de los contratos. Los banqueros romanos pertenecían a las clases plebeyas o libertos más que a la aristocracia. Sin embargo, a veces se hacían muy ricos. Por lo general, se organizaban en grupos de dos o tres miembros. Muchos hijos de estos banqueros alcanzaron el rango ecuestre.
Los banqueros romanos tenían facultad para abrir cuentas bancarias. Estas cuentas se inscribían en un registro (codex rationum) y en caso de procesos judiciales en los que se viese involucrado un banquero eran de obligada presentación al tribunal. Esto se debía a que dicho registro se consideraba una prueba fiable en los casos de litigio. Los banqueros también tenían la obligación de enviar los estados de cuenta en una fecha fija a sus clientes; en estos estados se indicaban el saldo de la cuenta y los intereses generados; en otro estado se indicaba la situación de los objetos de valor depositados para su custodia. El envío de estados de cuenta incorrectos o fraudulentos implicaba fuertes sanciones para el banquero, que incluía la pérdida de todo su crédito.
Los banqueros participaban en el receptum argentarii, un acuerdo que involucraba a tres personas: el banquero, el cliente y un tercero. El banquero pagaría el dinero que el cliente poseía a un tercero. La estipulación era común en la antigua Roma: el deudor era interrogado por el acreedor en presencia de testigos, sobre su voluntad de pagar la deuda. Los contratos escritos se utilizaban para documentar la transferencia del préstamo del acreedor al deudor. Estos contratos solían ser sencillos debido al analfabetismo de la población.
En cuanto a los depósitos se dividían en dos categorías: algunos depósitos no devengaban intereses (pecunia obsignata), el depositario estaba obligado a devolver su cantidad exacta y no podía utilizar dicho dinero depositado; mientras que otros (considerados como préstamos por los juristas romanos) eran remunerados (pecunia non obsignata). En este caso el dinero podía comercializarse pero el depositario corría el riesgo de pérdida, teniendo la obligación de devolver su valor. El tipo de interés se desconoce pero sería inferior al tipo de interés que los banqueros podían esperar obtener prestando el dinero depositado.
Las societates argentariae eran una peculiaridad de la banca de la antigua Roma. Las aportaciones económicas de los miembros proporcionaban el capital para constituirlas y se contaba con este capital para pagar las deudas. Sin embargo, como los bancos eran de especial interés público, el derecho romano establecía que los miembros de las societates argentariae debían garantizar los depósitos con todo su patrimonio.
Dado que los bancos romanos carecían de incentivos para garantizar que los depósitos de sus clientes permanecieran seguros durante una quiebra bancaria, generalmente mantenían menos reservas que el monto total de los depósitos de sus clientes y no estaban obligados a asegurar los depósitos de sus clientes. Había muy poca regulación de los banqueros romanos, y la mayoría de los tratos bancarios se basaban en la confianza. Esto significaba que los clientes carecían de cualquier protección o red de seguridad en caso de una quiebra bancaria o una crisis financiera.

### Crédito
Los nummulari ofrecían un rudimentario sistema de crédito y prestaban dinero. Los coactores y los argentarii también concedían créditos a los compradores en las subastas. Es posible que los empresarios conocidos como faeneratores también ofrecieran créditos. Los financiadores aristocráticos eran otra fuente crediticia. Utilizaban su propia riqueza para financiar los préstamos a otros miembros de la élite o a ciudades y nobles extranjeros. Tras las subastas, los coactores y los argentarii imponían a los compradores un plazo para su pago, y pagaban a los vendedores el dinero que se les debía.
Había dos formas principales de crédito bancario: la asunción de la deuda de un cliente y el crédito para hacer negocios.  Esto incluía el crédito al consumo, que era muy común en Roma. La mayoría de los acuerdos de crédito duraban un mes, con un tipo de interés del 1% mensual. Las personas que concedían créditos también podían vender su derecho a cobrar la deuda a otra parte. En la antigua Roma, donde las transacciones bancarias se basaban en la confianza, la pérdida de la misma repercutía muy negativamente en la economía y el propio sector crediticio.

### Préstamos
El incumplimiento de los préstamos conllevaba graves sanciones, ya que sus prestatarios podían ser esclavizados, mutilados o demandados. La mayoría de los préstamos de la antigua Roma estaban vinculados al consumo. Estos préstamos permitían, por ejemplo, que los mercaderes repusiesen sus bienes con mayor rapidez y les permitía adquirir otros más. A menudo eran imprescindibles, ya que para muchas personas era casi imposible vivir en la antigua Roma sin endeudarse. Por lo general, los préstamos romanos se concedían a los jóvenes de la aristocracia y solían tener unos tipos de interés elevados. Otra opción habitual era conceder préstamos a familiares o amigos próximos como método para evitar riesgos. Normalmente, los préstamos y los créditos se concedían en condiciones de riesgo porque el capital disponible solía superar la cantidad que necesitaban los prestatarios. La élite senatorial estaba muy involucrada en los préstamos a particulares, tanto en calidad de acreedores como de prestatarios, y concedía préstamos con cargo a sus fortunas personales sobre la base de sus conexiones sociales.
En cuanto al valor de los intereses, desde muy pronto se impusieron límites para luchar contra la especulación. Inicialmente en la Ley de las XII Tablas fijaba como límite máximo el unciarum foenus, es decir, al cobro en onzas de un interés que ascendía al 8,33% mensual y, al cabo de un año, al 100%. Posteriormente, varias leyes regularon el cálculo y la cuantía de los intereses e incluso los prohibieron. Sin embargo, la prohibición no duró lo suficiente, ya que al final de la República, el límite se fijó en el 12% anual, posteriormente reducido por Justiniano al 6%, con excepciones en casos particulares. Probablemente los banqueros respetasen estos tipos de interés ante las fuertes multas y sanciones impuestas a los infractores.
Había varios tipos de préstamos en la antigua Roma. Uno de ellos, conocido como mutuum, se hacía sin intereses. En este tipo de préstamo los derechos de propiedad pasaban al banquero. Se devolvían cuando se pagaba la deuda. Los préstamos con intereses se denominaban fenus o usura. Otro tipo de préstamo era el fenus nauticum o pecunia traiecticia. Se contrataba entre dos particulares con la ayuda de un intermediario, un papel que habitualmente recaía en la banca.